# 이집트 제1중간기
고대 이집트의 제1중간기는 기원전 2181년부터 기원전 2040년까지의 기간을 말한다.

## 개요
이집트 제4왕조에서 대피라미드 등 엄청난 건축물을 남겼던 이집트 고왕국 왕조들은 이집트 제6왕조에 이르러 쇠퇴기에 직면한다. 제6왕조의 페피 2세가 인류 역사상 가장 긴 재위기(최대 94년, 보수적으로 보아도 62년으로 매우 길었다)를 보낸 것에 비해 통치능력이 전혀 없었던데다가 지나친 장수로 인해 후계구도가 엉망이 되어버리면서 페피 2세 사후 고왕국은 얼마 버티지 못하고 멸망하여 혼란스러운 시대인 제1중간기가 도래했다.
마네토에 의하면, 제6왕조의 뒤를 이은 제7왕조에는 70일간 재위한 70명의 파라오가 있었다고 하는데 70이라는 숫자는 동양의 100과 똑같이 고대 이집트에서 매우 많다는 표현으로 수많은 파라오 참칭자들이 거의 동시에 등장해 서로 투쟁을 벌이며 안 그래도 내리막길을 걷던 국력을 더욱 깎아먹었다. 제7왕조의 파라오들은 10명이었는데 이들의 재위기간을 다 합쳐도 1년을 못 채울 정도로 혼란상이 심했으며 멤피스일대 만을 통제하고 있을 뿐이었다. 제8왕조의 파라오들의 통치권도 멤피스 일대를 벗어나지 못했으며 대다수가 급사하거나 암살당했다. 여기에 전지구적인 기후변화로 인해 경제가 완전히 피폐해졌고 케티 1세에게 파라오 자리를 찬탈당하여 멸망했다.
이후 멤피스보다 약간 남쪽에 위치한 헤라클레오폴리스에 이집트 제9왕조 정권이 들어섰다. 제9왕조의 창건자인 케티 1세는 제6왕조의 후손이라 선전하면서 강력한 철권 통치를 시도했으나 이미 왕권이 바닥을 찍어버린 시점이라 지방 세력들에겐 전혀 먹히질 않았으며 그나마 아슬아슬하게 통일 이집트를 유지하던 제8왕조 시절과 달리 나일강 상류의 상이집트 지역이 완전히 떨어져나가 독자행보를 걷기 시작했다. 제9왕조의 파라오들은 총 19명 존재했다고 추정하나 이름이 후세까지 남은 자는 케티 1세, 네페르카레 7세, 네브카우레 케티, 세투트 4명 뿐이다. 이후 한동안 기록이 전해지지 않는 시대(파라오가 즉위했다는 기록은 있으나 그게 누구인지는 실전되어 알 수 없다)가 있다가 메리하토르가 즉위하여 제10왕조를 창건했다. 제10왕조의 중심지는 멤피스에서 좀 떨어진 헤라클레오폴리스로 그 권위는 여전히 미약했고 하이집트에만 영향력이 미쳤다.
한편 하이집트의 정권들이 극심한 혼란에 빠져 맥을 못 추는 동안, 나일 강 상류의 상이집트에서는 지방 총독들이 군벌이 되어 마음대로 전쟁을 벌이거나 상대 도시를 점령해 탈취하는 등 군웅할거 시기가 열렸다. 이들 중 테베의 총독인 인테프가 가장 막강한 세력을 키워 상이집트 군벌 대다수를 압도하고 파라오에 맞먹을 정도로 세력을 키우게 된다. 인테프와 그 후계자인 멘투호테프 1세는 파라오를 칭하진 않았으나 그 후계자인 인테프 2세가 '전 이집트의 통치자'를 선언하며 사후 추존을 거쳐 역대 파라오 명단에 포함되었다. 멘투호테프 1세를 시조로 하는 제11왕조가 개창되었고, 이 왕조의 군주들은 상이집트 지역 통일에 힘을 기울이는 한편으로 하이집트 지역을 꾸준히 공격했다. 그리하여 멘투호테프 2세의 재위 39년 차에 마침내 헤라클레오폴리스의 제10왕조를 멸망시키고 이집트를 재통일하여 약 130년간의 혼란기인 제1중간기를 종결시키고 이집트 중왕국 시대를 개막했다.

## 역대 파라오

### 제7왕조
- 네티에르카레 : 니토크리스와 동일 인물일 수도 있다. 아비도스 왕 목록의 40번이다.
- 멘카레 : 아비도스 왕 목록에만 등장한다.
- 네페르카레 2세 : 아비도스 왕 목록에만 등장한다.
- 네페르카레 네비 : 아비도스 왕 목록에 등장하며, 다른 파라오들보다 명확하게 쓰여져 있다. 또한 그의 이름은 그의 어머니인 안케센페피의 무덤과 석관에 나타난다.
- 제드카레 셰마이 : 아비도스 왕 목록에만 등장한다.
- 네페르카레 켄두 : 아비도스 왕 목록에만 등장한다.
- 메렌호르 : 아비도스 왕 목록에만 등장한다.
- 네페르카민 : 아비도스 왕 목록에만 등장한다.
- 니카레 : 아비도스 왕 목록에만 등장한다.
- 네페르카레 테레루 : 아비도스 왕 목록에만 등장한다.
- 네페르카호르 : 아비도스 왕 목록에만 등장한다.

### 제8왕조
- 네페르카레 페피세네브 : 아비도스 왕 목록과 토리노 파피루스에 등장한다. 토리노 파피루스가 제7왕조의 파라오들을 생략함에 따라, 제8왕조의 첫 파라오로 간주되고 있으나, 명확한 증거는 없다.
- 네페르카민 아누 : 아비도스 왕 목록과 토리노 파피루스에 등장한다.
- 카카레 이비 : 알려진 바로는 사카라에 작은 피라미드를 남긴 제8왕조의 유일한 파라오이다. 토리노 파피루스에 의하면 2년 1달 1일을 통치하였다.
- 네페르카우레 2세 : 아비도스 왕 목록과 토리노 파피루스에 등장한다. 토리노 파피루스 상으로는 제8왕조의 파라오들 중 가장 긴 4년 2달을 통치하였다.
- 네페르카우호르 : 아비도스 왕 목록에만 등장한다. 같은 위치의 토리노 파피루스에는 그의 이름이 유실되어 보이지 않는다.
- 네페리르카레 : 아비도스 왕 목록에만 등장하며, 같은 위치의 토리노 파피루스에는 그의 이름이 유실되어 보이지 않는다. 아비도스 왕 목록 상으로는 제1중간기의 마지막 파라오이며, 그의 다음에는 이집트 제11왕조의 파라오가 나타난다.
- 와지카레 : 데미지브타위(Demedj-ib-taui)라는 호루스 이름이 남아 있으며, 칙령을 남긴 흔적이 있으나, 왕 목록에는 나타나지 않는다.

### 제9왕조
앞선 제7, 제8왕조와 마찬가지로, 제9왕조의 파라오들도 확실한 기록을 남가지 않았다. 또한 아비도스 왕 목록과 사카라 석판에 이들이 생략되어 있기 때문에, 이들의 존재를 확인하기란 매우 어렵다.
- 케티 1세 : 제9왕조의 건립자로, 마네토의 기록에는 '아치토에스'로 등장한다. 그는 이집트 제8왕조에서 상이집트 지역으로 파견한 왕자 혹은 총독으로 추정된다. 중앙 정부가 약해지자 헤라오폴리스에 새롭게 왕조를 개창하였다. 마네토에 의하면, 잔혹한 통치로 인해 신들의 벌을 받아 악어에게 잡아 먹혔다. 토리노 파피루스 상에는 이름이 나오지 않는다.
- 메리카레(10왕조일수 있다.)
- 네페르카레 7세 : 테베 남쪽 알-모알라에 그의 부하인 안크티피의 기념물이 남아 있으며, 토리노 파피루스 4-20에서도 이름을 찾아볼 수 있다.
- 케티 2세 - 토리노 4-21
- 세넨?(불명) - 토리노 4-22
- 케티 3세 - 토리노 4-23
- 케티 4세(메리이브레) - 토리노 4-24
- 셰드?(불명) - 토리노 4-25
- 흐?(불명) - 토리노 4-26

### 제10왕조
- 케티 5세(와카레)
- 메리?
- 세?레 케티
- 케티 6세
- 케티 7세
- 메리카레
- 기타 이름이 알려지지 않은 파라오 3명

- 토리노 파피루스에는 9, 10왕조 합쳐 총 18명의 파라오가 있었다고 한다.

### 제11왕조
- 인테프 1세(기원전 2134년~기원전 2117년)
- 인테프 2세(기원전 2117년~기원전 2069년)
- 인테프 3세(기원전 2069년~기원전 2060년)
- 멘투호테프 2세(기원전 2060년~기원전 2010년) : 멘투호테프 2세가 상하 이집트를 재통일하고 이집트 중왕국 시대를 열었다.